# Irondequoit
Irondequoit es un pueblo y un lugar designado por el censo ubicado en el condado de Monroe en el estado estadounidense de Nueva York. En el año 2000 tenía una población de 52,354 habitantes y una densidad poblacional de 1,329.7 personas por km².

## Geografía
Irondequoit se encuentra ubicado en las coordenadas 43°12′40″N 77°34′55″O / 43.21111, -77.58194.

## Demografía
Según la Oficina del Censo en 2000 los ingresos medios por hogar en la localidad eran de $45,276, y los ingresos medios por familia eran $55,493. Los hombres tenían unos ingresos medios de $41,463 frente a los $30,937 para las mujeres. La renta per cápita para la localidad era de $23,638. Alrededor del 5.4% de la población estaban por debajo del umbral de pobreza.